# Arctornis cygnopsis
Arctornis cygnopsis är en fjärilsart som beskrevs av Collenette 1934. Arctornis cygnopsis ingår i släktet Arctornis och familjen tofsspinnare. Inga underarter finns listade i Catalogue of Life.